# Henri Vandenabeele
Henri Vandenabeele (* 15. April 2000 in Deinze) ist ein belgischer Radrennfahrer.

## Sportlicher Werdegang
Mit dem Wechsel in die U23 wurde Vandenabeele zur Saison 2019 Mitglied bei Lotto-Soudal U23. Im Jahr 2020 erzielte er seine ersten Erfolge, als er eine Etappe der Ronde de l’Isard gewann und die Rundfahrt als Gesamtzweiter und Gewinner der Punkte- und Bergwertung beendete. Beim Nachwuchsrennen Giro Ciclistico d’Italia 2020 belegte er hinter Thomas Pidcock Platz 2 in der Gesamtwertung.
Zur Saison 2021 wechselte Vandenabeele in das Development Team DSM. Als Dritter der Gesamtwertung stand er wie im Vorjahr erneut auf dem Podium des Giro Ciclistico d’Italia. Zur Saison 2022 wurde Vandenabeele in das UCI WorldTeam von DSM übernommen, konnte sich aber nicht im Team etablieren. Krankheitsbedingt konnte er 2023 in der zweiten Jahreshälfte keine Rennen bestreiten. Zur Saison 2024 startet er einen Neubeginn beim Team Lotto Dstny, wo er im Nachwuchsteam in die U23 startete. Auch mit neuem Team blieb er 2024 ohne nennenswerte Ergebnisse.

## Erfolge
2020
- eine Etappe, Punktwertung und Bergwertung Ronde de l’Isard
- Nachwuchswertung Giro della Regione Friuli Venezia Giulia

## Grand-Tour-Platzierungen
| Grand Tour            | 2022 | 2022 | 2023 | 2024 |
| --------------------- | ---- | ---- | ---- | ---- |
| Giro d’ItaliaGiro     | –    | –    | –    | –    |
| Tour de FranceTour    | –    | –    | –    | –    |
| Vuelta a EspañaVuelta | DNF  | –    | –    | –    |